# Ушаков, Сергей (велогонщик)
Сергей Ушаков (укр. Сергій Ушаков, род. 11 мая 1968 года) — бывший украинский шоссейный велогонщик, выступавший за профессиональные команды с 1993 года по 2002 год. Ушаков выигрывал этапы на всех трёх Гранд Турах. В 1997 году на 11 этапе Тур де Франс Ушаков также первым пересёк финишную черту, однако за несоблюдение прямолинейности движения в финальном спринте был классифицирован на третье место. Он был членом сборной Украины на Олимпийских играх в 1996 году в Атланте и 2000 года в Сиднее.

## Основные достижение
1992
Giro del Mendrisiotto
1993
Вуэльта Испании:
победитель 18 этапа
1994
Acht van Chaam
1995
Джиро д’Италия:
победитель 20-го этапа
Profronde van Surhuisterveen
Тур де Франс:
победитель 13 этапа
Étoile de Bessèges
1996
Джиро д’Италия:
победитель 12 этапа
1997
Гран-при Кьяссо (фр.)
1999
Вуэльта Испании:
победитель 10 этапа
2000
 Чемпион Украины в гонке с общим стартом